# Hiệp hội Du lịch Việt Nam
Hiệp hội Du lịch Việt Nam là tổ chức xã hội nghề nghiệp phi chính phủ phi lợi nhuận của những người, tổ chức, doanh nghiệp hoạt động trong lĩnh vực du lịch tại Việt Nam. Hiệp hội có tên giao dịch tiếng Anh là Vietnam Tourism Association, viết tắt là VITA .
Hiệp hội Du lịch Việt Nam được thành lập theo Quyết định số 18/2002/QĐ-BNV ngày 25/12/2002 của Bộ Nội vụ . Hiệp hội có trụ sở tại tầng 7, nhà 58 Kim Mã, quận Ba Đình, Hà Nội.
Hiệp hội Du lich Việt Nam là thành viên của Phòng Thương mại và Công nghiệp Việt Nam (VCCI) từ tháng 8/2004. Tháng 4/2004 Hiệp hội Du lịch Việt Nam gia nhập Hiệp hội Du lịch Đông Nam Á (ASEANTA) có trụ sở tại Kuala Lumpur (Malaysia).